# 루카니인

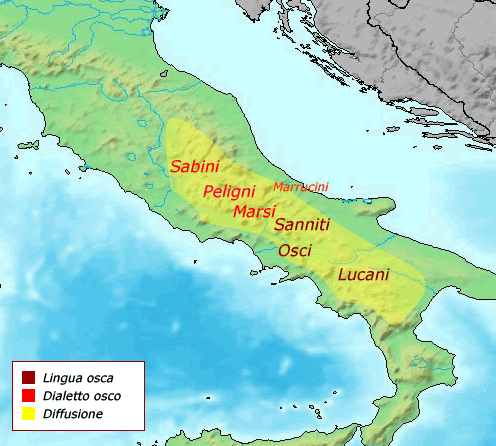
기원전 5세기 오스키어.

루카니인(고대 그리스어: Λευκανοί 레우카노이[*]; 라틴어: Lucani)들은 오늘날 남부 이탈리아에 거주했던 라틴 민족이며, 이탈리아어파에 속하는 오스키어를 구사했다.

## 언어와 기록
루카니인들은 기원전 5세기에 오스키인들을 흡수한 인근의 삼니움인들같이 여러 움브리아어-오스키어 등의 언어를 구사했다. 기원전 4세기에서 기원전 3세기 사이 이 지역에서 출토된 일부 오스키어 비문과 동전들에는 그리스 문자가 사용되었다.

## 역사

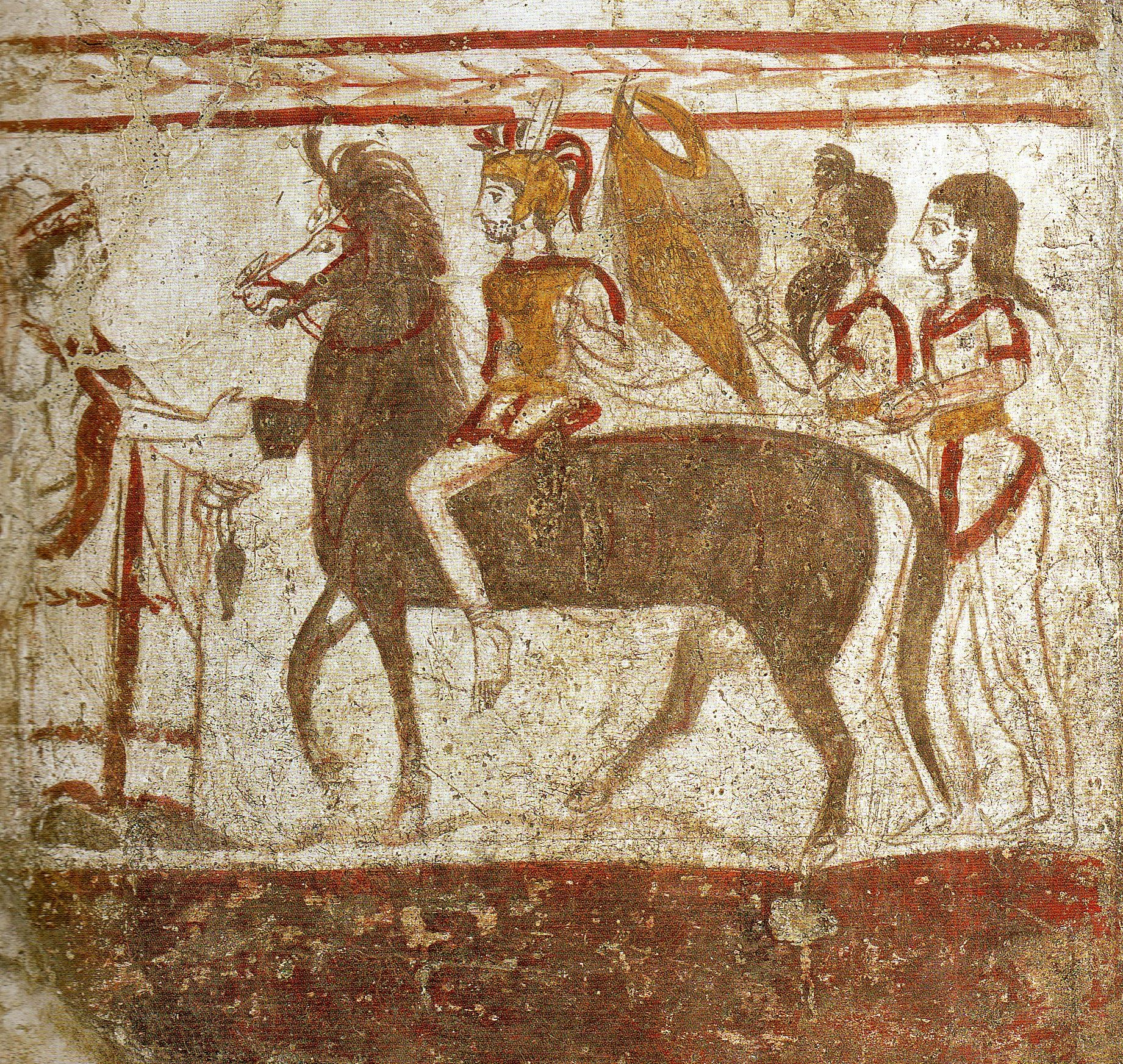
기원전 360년경 파이스툼의 무덤에 있는 말을 탄 루카니인 전사 벽화

기원전 5세기 중반경, 루카니인들은 오이노트리아인, 코네스인, 라우테르노이인이라고 알려진 그리스인 계열의 토착민들을 산악 지역으로 몰아내고 오이노트리아로 남하했다.
루카니인들은 그리스계 식민지 타라스/타렌툼과 적대적 관계로 바빴고, 따라서 기원전 334년에 타렌툼인들의 도움 요청을 받은 에페이로스의 왕 알렉산드로스는 마그나 그라이키아 문제에 에피로스의 개입에 대한 첫 사례를 남겼다. 기원전 331년,  배신을 한 루카니인 망명객이 알렉산드로스를 살해했다.
기원전 298년, 리비우스의 기록에 따르면, 그들은 로마와 동맹을 맺었고, 로마의 영향력은 베누시아 (291), 파이스툼 (그리스어 포시도니아, 273년에 재건), 특히 로마령 타렌툼 (272년에 재건) 식민지에 영향력을 뻗었다. 하지만 그후에, 루카니인들은 로마가 참전한 이탈리아 반도에서 벌어진 여러 전쟁들에서 지는 편에서 서서 피해를 입었다. 그들은 삼니움 전쟁에서 가끔은 로마와 동맹을 맺기도 했지만, 훨씬 자주 적대 관계에 있었다.
기원전 281년에 피로스가 이탈리아에 들어올 때, 루카니인들은 그의 편을 선언한 최초의 자들 중 하나였고, 10년 간의 전쟁에서 피로스가 갑작스럽게 철수를 하면서 그들은 지배 상태에 놓였다 (272). 적대감은 깊숙히 계속되었고, 그들은 제2차 포에니 전쟁 (216)에서 한니발 일에 환호했고, 그래서 루카니아는 여러 전쟁이 벌어지는 동안 양측 병력들에 의해 파괴되었다. 루카니아 일대는 이 재앙에서 결코 회복하지 못 했고, 로마 통치하에서 쇠퇴했으며, 동맹시 전쟁에서 루카니인들이 로마인들에 맞서는 삼니움인 편에 참가하면서 (90 - 88 BC), 그들은 결정타를 맞았다.
스트라본 시기 (기원전 63년 – 서기 24년)에 해안가에 있는 그리스 도시들은 인구수와 수확물 감소, 말라리아가 빈번하기 시작하며 중요성을 상실했다. 내륙의 도시들도 중요성이 없었다. 루카니아의 대다수는 목초지 그리고, 야생 곰, 늑대, 맷돼지들로 산들이 뒤덮힌 숲들이 있는 산맥으로 바뀌었다.